# Rambert IV Malatesta de Sogliano
Rambert IV Malatesta de Sogliano (1560-1615) era fill de Corneli Malatesta de San Giovanni. Comte sobirà de Sogliano el 1591 (el 1593 va associar al seu cosí Semproni Malatesta de Sogliano), comte de Pondo (el 1593 en va cedir la meitat a Semproni), comte de Talamello, comte de la meitat de San Giovanni in Galilea, senyor de Montegelli, Rontagnano, Savignano di Rigo, Pietra dell'Uso, Montepetra, Seguno, Pratolina, Rufiano, Meleto, Sapeto, Cigna, Bucchio, Pozzuolo Vallenzera, Sassetta i Soasia, i senyor d'un terç de Spinello i Strigara. Fou confirmat en les seves possessions per sentència de la cambra apostòlica del 8 de juliol del 1600. Va vendre la seva meitat del comtat de Pondo i annexes el novembre del 1600 per 13.000 escuts a Gian Francesco Aldobrandini i es va reservar 1/10 del feu que fou adscrit al patriciat de Rimini el 1615.
Va morir a Rimini el 1615. Estava casat (1581) amb Maria Gherardi. Va deixar sis fills: Corneli Malatesta de Talamello o de Sogliano, Angiola, Aquil·les Malatesta de Sogliano, Alexandre, Malatesta i Isabel·la (que va heretar el comtat de Talamello que va aportar al seu marit Alexandre Bentivoglio, i després al seu suposat fill, que en realitat va tenir amb el seu amant Francesc Bentivoglio conegut per Ulisses Bentivoglio)